# 周啓大
周啓大（？—？），字自微，號喬石，湖廣德安府應城縣人，軍籍，明朝政治人物。

## 生平
嘉靖三十一年（1552年）壬子科湖廣鄉試第四十七名舉人。嘉靖三十二年（1553年）中式癸丑科會試第五十九名，三甲第六十名進士。户部观政，授浙江兰溪知县，考选礼科给事中，三十六年九月因赵文华事被廷杖革职閑住。

## 家族
曾祖周聰；祖父周縈，典史；父周尚承，母陳氏。兄周继（歲贡生）、弟周孿（生员）。